# Warrenpoint
Warrenpoint é uma pequena cidade no Condado de Down, Irlanda do Norte, localizada no Carlingford Lough. No censo de 2001 possuia uma população de 7.000 habitantes.